# Paul Bettany
Paul Bettany (născut la 27 mai 1971) este un actor englez. Apare într-o mare varietate de filme, el a fost nominalizat pentru BAFTA și Screen Actors Guild Awards.

## Filmografie
| An   | Film                                            | Rol                      | Note           |
| ---- | ----------------------------------------------- | ------------------------ | -------------- |
| 1997 | Bent                                            | Căpitan                  |                |
| 1997 | Sharpe´s Waterloo                               | Prince William of Orange | serial TV      |
| 1998 | Coming Home                                     | Edward Carey-Lewis       | Film TV        |
| 1998 | Killer Net                                      | Joe Hunter               | miniserial TV  |
| 1998 | The Land Girls                                  | Philip                   |                |
| 1999 | Every Woman Knows a Secret                      | Rob                      | miniserial TV  |
| 1999 | After the Rain                                  | Steph                    |                |
| 2000 | Kiss Kiss (Bang Bang)                           | Jimmy                    |                |
| 2000 | The Suicide Club (a.k.a. Game of Death)         | Shaw                     |                |
| 2000 | David Copperfield                               | James Steerforth         | Film TV        |
| 2000 | Dead Babies                                     | Quentin                  |                |
| 2000 | Gangster No. 1                                  | Young Gangster           |                |
| 2001 | A Knight's Tale                                 | Geoffrey Chaucer         |                |
| 2001 | A Beautiful Mind                                | Charles Herman           |                |
| 2002 | Euston Road                                     | "Y"                      | Scurtmetraj    |
| 2002 | The Heart of Me                                 | Rickie                   |                |
| 2003 | Master and Commander: The Far Side of the World | Dr. Stephen Maturin      |                |
| 2003 | The Reckoning                                   | Nicholas                 |                |
| 2003 | Dogville                                        | Tom Edison               |                |
| 2004 | Wimbledon                                       | Peter Colt               |                |
| 2006 | Firewall                                        | Bill Cox                 |                |
| 2006 | The Da Vinci Code                               | Silas                    |                |
| 2008 | Iron Man                                        | J.A.R.V.I.S.             | Doar voce      |
| 2008 | The Secret Life of Bees                         | T. Ray Owens             |                |
| 2008 | Inkheart                                        | Dustfinger               |                |
| 2008 | Broken Lines                                    | Chester                  |                |
| 2009 | The Young Victoria                              | Lord Melbourne           |                |
| 2009 | Creation                                        | Charles Darwin           |                |
| 2010 | Legion                                          | Michael                  |                |
| 2010 | Iron Man 2                                      | J.A.R.V.I.S.             | Doar voce      |
| 2010 | The Tourist                                     | John Acheson             |                |
| 2011 | Priest                                          | Priest                   |                |
| 2011 | Margin Call                                     | Will Emerson             |                |
| 2012 | The Avengers                                    | J.A.R.V.I.S.             | Doar voce      |
| 2013 | Blood                                           | Joe Fairburn             |                |
| 2013 | Iron Man 3                                      | J.A.R.V.I.S.             | Doar voce      |
| 2014 | Transcendence                                   | Max                      |                |
| 2014 | Mortdecai                                       | Jock Strapp              | Post-Productie |
| 2014 | Shelter                                         | Writer/Director          | Post-Productie |
| 2015 | Avengers: Age of Ultron                         | Vision                   | Filming        |

## Legături externe
- Paul Bettany la Internet Movie Database
- Paul Bettany biography and credits  la Screenonline (British Film Institute)